# Duellmanohyla uranochroa
Duellmanohyla uranochroa es una especie de anfibio de la familia Hylidae.
Habita en Costa Rica y el oeste de Panamá.
Sus hábitats naturales incluyen bosques tropicales o subtropicales secos y a baja altitud, montanos secos y ríos.